# Mademoiselle Julie (film, 2014)
Cet article concerne le film de Liv Ullmann. Pour le film d'Alf Sjöberg, voir Mademoiselle Julie.
Pour plus de détails, voir Fiche technique et Distribution.
Mademoiselle Julie (Miss Julie) est un film dramatique norvégo-irlandais écrit et réalisé par Liv Ullmann sorti le 10 septembre 2014 en France et le 19 novembre 2014 en Belgique.
Il s'agit de la quinzième adaptation cinématographique de la pièce de théâtre d'August Strindberg, Mademoiselle Julie (1888).

## Synopsis
Tandis que tout le monde célèbre la nuit des feux de la Saint Jean, Mademoiselle Julie et John, le valet de son père, se charment, se jaugent et se manipulent sous les yeux de Kathleen, la cuisinière du baron et jeune fiancée de John.
Ce dernier convoite depuis de nombreuses années la comtesse, voyant en elle un moyen de monter dans l'échelle sociale.

## Fiche technique
- Titre original : Miss Julie

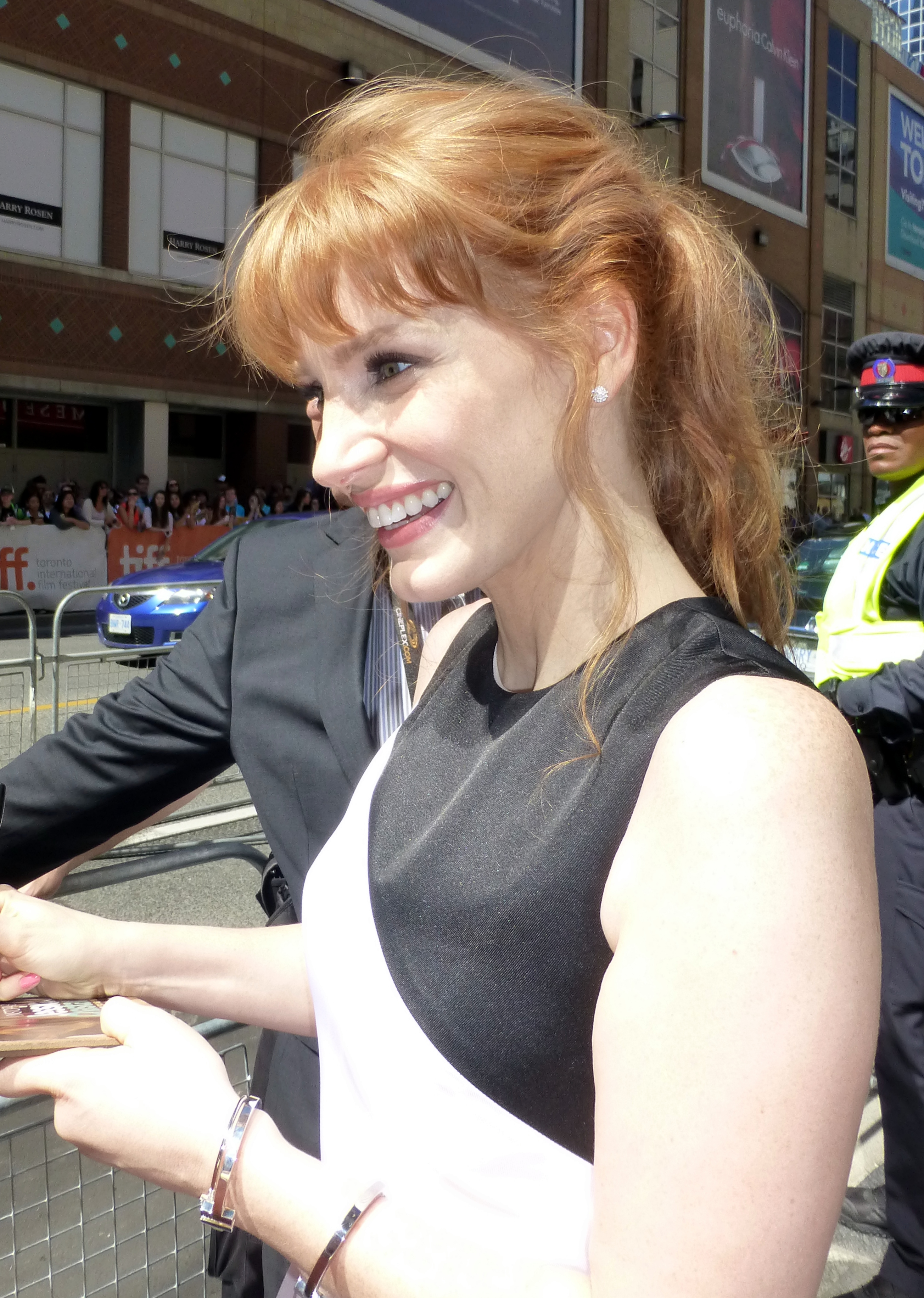
L'actrice principale Jessica Chastain à la présentation du film au festival international du film de Toronto 2014.

- Titre français : Mademoiselle Julie
- Titre québécois :
- Réalisation : Liv Ullmann
- Scénario : Liv Ullmann d'après Mademoiselle Julie d'August Strindberg
- Direction artistique : Caroline Amies
- Décors : Heather Greenlees
- Costumes : Consolata Boyle
- Montage : Michal Leszczylowski
- Musique :
- Photographie : Mikhaïl Kritchman
- Son : Stefan Henrix
- Production : Oliver Dungey, Teun Hilte et Synnøve Hørsdal
- Sociétés de production : Maipo Film et The Apocalypse Films Company
- Sociétés de distribution :
  -  Columbia TriStar
  -  France : Pretty Pictures
- Pays d’origine :  Norvège  Irlande
- Budget :
- Langue : Anglais
- Durée : 129 minutes
- Format :
- Genre : Film dramatique
- Dates de sortie :
  -  Canada : 7 septembre 2014 (festival international du film de Toronto 2014)
  -  France : 10 septembre 2014
  -  Norvège : 12 septembre 2014

## Distribution
- Jessica Chastain (VFB : Audrey d'Hulstère) : Mademoiselle Julie
- Colin Farrell (VFB : Pierre Lognay) : Jean
- Samantha Morton (VFB : Fabienne Loriaux) : Kathleen

## Distinctions

### Nominations et sélections
- Festival international du film de Toronto 2014 : sélection « Special Presentations »

## Autour du film
Il s'agit de la quinzième adaptation cinématographique de la pièce de théâtre d'August Strindberg dont l'action est ici déplacée de Suède en Irlande du Nord.